# Spokane Comets
Die Spokane Comets waren ein US-amerikanisches Eishockeyfranchise der Western Hockey League aus Spokane, Washington.  

## Geschichte
Die Spokane Comets wurden zur Saison 1959/60 als Franchise der Western Hockey League gegründet. Die erfolgreichste Spielzeit der Mannschaft war die Saison 1961/62, in der sie den zweiten Platz der South Division der WHL erreichte.  
Im Anschluss an die Saison 1962/63 wurden die Spokane Comets nach Denver, Colorado, umgesiedelt und spielten fortan als Denver Invaders in der WHL.

## Saisonstatistik
Abkürzungen: GP = Spiele, W = Siege, L = Niederlagen, T = Unentschieden, OTL = Niederlagen nach Overtime SOL = Niederlagen nach Shootout, Pts = Punkte, GF = Erzielte Tore, GA = Gegentore, PIM = Strafminuten
| Saison  | GP | W  | L  | T | OTL | SOL | Pts | GF  | GA  | Platz        | Playoffs |
| 1959/60 | 70 | 19 | 48 | 3 | —   | —   | 41  | 201 | 324 | 7., WHL      |          |
| 1960/61 | 70 | 33 | 34 | 3 | —   | —   | 69  | 247 | 258 | 5., WHL      |          |
| 1961/62 | 70 | 37 | 28 | 5 | —   | —   | 79  | 272 | 242 | 2., WHLS     |          |
| 1962/63 | 70 | 30 | 38 | 2 | —   | —   | 62  | 219 | 252 | 4., Southern |          |